# کودکان عاشق
کودکان عاشق (انگلیسی: Kids in Love) یک فیلم در ژانر داستان بلوغ است که در سال ۲۰۱۶ منتشر شد. از بازیگران آن می‌توان به ویل پولتر، کارا دلوین، جیمی بلاکلی، جرالدین سامرویل، و پیپ تورنس اشاره کرد.